# 黃紋魣
黃紋魣為輻鰭魚綱鱸形目鯖亞目金梭魚科的其中一種，分布於印度洋及太平洋海域，體長可達30公分，棲息在沿海，屬肉食性，以魚類為食，具利齒，易造成創傷。